# Balatro
Balatro is een computerspel met roguelike deckbuildingelementen. Het pokerspel is ontwikkeld door Localthunk en gepubliceerd door Playstack voor Windows, Switch, PlayStation 4, PlayStation 5, Xbox One, Xbox Series, MacOS, Android en iOS. Het spel verscheen wereldwijd op 20 februari 2024.

## Gameplay
Balatro is een pokerspel waarbij het doel is om alle rondes, de zogenaamde "antes", te overleven door genoeg punten te verzamelen en het eigen deck te verbeteren met verschillende wild cards, elk met zijn eigen passieve effecten. Elke ante bestaat uit drie rondes, de zogenaamde 'blinds': een 'small blind', een 'big blind' en een 'boss blind'; Elke blind heeft een doelscore die de speler moet behalen door pokerhanden te spelen uit een deck, waarbij een bepaald aantal handen en aflegkaarten beschikbaar zijn.
De small en big blinds kunnen worden overgeslagen, wat tot verschillende effecten kan leiden, maar de boss blind kan dat niet. Dit betekent dat de speler de boss blind moet overtreffen om door te gaan naar de volgende ante. Elke eindbaas heeft zijn eigen unieke uitdaging. Door verschillende joker- of tarotkaarten te kopen, kan de speler zijn eigen deck samenstellen.

## Ontwikkeling
Balatro werd ontwikkeld door LocalThunk, een anonieme solo-ontwikkelaar uit Saskatchewan, Canada. Hoewel het spel thematisch op poker is gebaseerd, gaf de ontwikkelaar aan zelf geen poker te spelen en niet te willen dat het spel wordt ingezet voor kansspelen of commerciële gokdoeleinden.
De ontwikkeling van Balatro begon in 2021, circa tweeënhalf jaar voor de uiteindelijke release. Het project was aanvankelijk bedoeld als een van meerdere kleinschalige spellen die onder vrienden zouden worden gedeeld. Het oorspronkelijke idee was een onlinevariant van Big Two, een kaartspel uit de Kantonese traditie waarbij spelers combinaties neerleggen die overeenkomsten vertonen met pokerhanden. Na het zien van een livestream waarin het spel Luck be a landlord werd gespeeld, besloot de ontwikkelaar het project om te vormen tot een roguelike deckbuilder zonder online functionaliteit. Tijdens de ontwikkeling vermeed hij bewust andere deckbuilders om te voorkomen dat hij daar onbedoeld concepten van zou overnemen, en hij speelde Slay the spire pas aan het einde van de ontwikkelperiode om inzicht te krijgen in de implementatie van de besturing. De werktitel Joker Poker werd uiteindelijk vervangen door de naam Balatro, een Latijnse term die verwijst naar een beroepsnar of hofnar.
LocalThunk gaf aan dat de keuze voor het standaard kaartspel van 52 kaarten mede gebaseerd was op het idee dat dit een cultureel breed bekend en door de tijd gevormd ontwerpmiddel is. Het gebruik van zo’n herkenbare basisstructuur zou bijdragen aan de toegankelijkheid van het spel.
De soundtrack voor Balatro is gecomponeerd en geproduceerd door LouisF, een freelancer die via Fiverr werd ingeschakeld in maart 2023. Volgens de ontwikkelaar was dit het enige onderdeel van het project waarvoor externe kosten werden gemaakt.
Een vroege versie van Balatro werd verspreid onder bekenden, die het gedurende langere tijd testten. Ongeveer een jaar voor de officiële release beëindigde de ontwikkelaar zijn dienstverband om zich volledig op de afronding van het spel te richten, mede met het oog op het toevoegen van het project aan zijn curriculum vitae. Later werd een samenwerking aangegaan met uitgever PlayStack, die verantwoordelijk was voor de marketingcampagne.
Het spel is geprogrammeerd in de programmeertaal Lua , gebruikmakend van het Löve-framework.

## Uitgave
In 2023, voorafgaand aan de officiële release, verscheen Balatro als speelbare demo. Deze demo werd op 1 januari 2024 tijdelijk verwijderd door de ontwikkelaar en op 25 januari 2024 opnieuw beschikbaar gesteld. De vernieuwde versie bevatte veertig extra jokers, nieuwe boss battles en booster packs. Gelijktijdig werd een nieuwe trailer uitgebracht, samen met de aankondiging dat de volledige versie op 20 februari 2024 zou verschijnen. In april 2024 werd het spel aangepast met een experimentele balanspatch (versie 1.0.1c) om de moeilijkheidsgraad te verlagen.
In maart 2024 bevestigden LocalThunk en PlayStack dat er mobiele versies van Balatro zouden verschijnen voor Android en iOS. Deze versies kwamen op 26 september 2024 uit, inclusief een speciale Balatro+-uitvoering voor Apple Arcade. Binnen één week na release genereerden de mobiele versies een omzet van één miljoen dollar, oplopend tot 4,4 miljoen dollar na twee maanden.
Naast digitale uitbreidingen verscheen ook een fysiek kaartspel geproduceerd door Fangamer. Dit kaartspel bevat de standaard 52 speelkaarten en vier unieke jokers, voorzien van de pixelartstijl uit het spel.

## Updates
Balatro ontving daarnaast vier gratis “Friends of Jimbo”-updates, die cosmetische pakketten toevoegden met verwijzingen naar andere videospellen. Deze updates verschenen op respectievelijk 27 augustus, 24 oktober en 12 december 2024 en op 24 februari 2025. De eerste update bevatte cross-overs met The Witcher 3: Wild Hunt, Vampire Survivors, Dave The Diver en Among Us. De tweede update voegde elementen toe van Cyberpunk 2077, The Binding of Isaac, Slay the Spire en Stardew Valley. De derde update bracht samenwerkingen met onder andere Divinity: Original Sin, Shovel Knight, Potion Craft, Enter The Gungeon, Cult of the lamb, Don't starve, 1000xResist en Warframe. De vierde update introduceerde cross-overs met onder meer Critical Role, Bugsnax, Sid meier's civilization vii, Rust, Assassin's Creed, Slay the princess, Dead by Daylight en Fallout. Daarnaast verscheen op 24 oktober 2024 een gratis update voor Dave the Diver, waarin content uit Balatro werd toegevoegd. In december 2024 werd ook een thematische missie gebaseerd op Balatro toegevoegd aan Cyberpunk 2077.

## Ontvangst en verkoop
| Recensiescore       | Recensiescore                      |
| Recensieverzamelaar | Score                              |
| ------------------- | ---------------------------------- |
| Metacritic          | PC: 90% XBXS: 95% PS5: 90% NS: 90% |
| Publicist           | Score                              |
| Eurogamer           | 4/5                                |
| Game Informer       | 9,5                                |
| IGN                 | 9                                  |
| Nintendo Life       | 10                                 |

Balatro werd na uitgave zeer positief ontvangen. Volgens het recensieverzamelplatform Metacritic kreeg het spel een overwegend positieve waardering, terwijl Opencritic meldde dat alle critici het spel aanbevelen. Critici prezen met name de toegankelijkheid en speelbaarheid van het spel. Men prees ook de verslavende ervaring en het audiovisuele ontwerp.
Binnen acht uur na release genereerde Balatro meer dan één miljoen Amerikaanse dollar aan bruto-omzet, volgens uitgever Playstack. Binnen een maand werden meer dan één miljoen exemplaren verkocht. In januari 2025 had het spel wereldwijd meer dan vijf miljoen verkochte exemplaren bereikt, waarvan ongeveer de helft werd gerealiseerd na de lancering van de mobiele versies in september 2024. Dit cijfer is exclusief spelers die Balatro via Apple Arcade speelden.

## Prijzen
Balatro won meerdere prijzen. In 2024 ontving het bij de Golden Joystick Awards de prijzen voor "Best Indie Game" en "Breakthrough". Tijdens The Game Awards 2024 werd het bekroond met "Best Independent Game", "Best Debut Indie Game" en "Best Mobile Game". Het spel werd ook genomineerd voor "Game of the Year", waarmee het het eerste solo-project was dat werd genomineerd voor deze hoofdprijs. Daarnaast won Balatro bij de 28e jaarlijkse D.I.C.E. Awards prijzen in de categorieën "Outstanding Achievement for an Independent Game", "Strategy/Simulation Game of the Year" en "Mobile Game of the Year".